# 韓光渭
韓光渭（1930年1月29日—2019年6月1日），山東即墨人，中華民國海軍少將退役，已退休工程科學博士，是中華民國重要國防武器雄風飛彈一型、二型計畫主持人，被稱為「雄風飛彈之父」。

## 學歷
青島私立崇德中學、省立青島臨時中學、私立中正中學。
1955年，中華民國海軍機械學校（現已併中正理工學院）44年班電機系學士。
1958年，考取中華民國海軍公費留美資格，隻身赴美國海軍研究院進修。
1961年，獲美國海軍研究院電機系博士。

## 經歷
1949年，隨部隊離開青島，經過台灣前往海南島，1950年回防台灣駐防在澎湖。1956年，太康軍艦電工官。1957年，海軍官校電機系助教。
1962年至1964年，海軍工程學院副教授。
1965年，美國柏克萊加州大學研究。
1966年至1982年，中山科學研究院電子研究所控制組組長。1982年到1984年，中山科學研究院電子研究所副所長。1982年到1995年，中山科學研究院雄風飛彈計畫主持人。1984年到1995年，中山科學研究院系統發展中心副主任。
1990年中山科學研究院服務期間曾獲選為中央研究院院士榮銜。
1985年，晉升中華民國海軍少將。
1962年至1992年、1997年至1999年，國立交通大學兼任教授。1992年至1999年，國立臺灣大學兼任教授。1995年至2000年，元智大學講座教授。
2019年6月1日於家中病逝，享壽89歲。

## 評價
孫又予先生在其回憶錄中對時任中山科學研究院控制組組長的韓光渭先生評價：
```
   有實學而又肯實幹的人物，他讀書用功的程度無人能及。到日本東京出差，在星期假日時，大家都出去觀光遊玩，只有他一個人留在旅館裡閉門讀書。
   由他主持雄風飛彈計畫，就很成功，只是像韓光渭先生這樣的人太少了。
[
9
]
```

前雄風三型飛彈總工程師張誠也在臉書發文表示：
```
   韓光渭奠定雄風飛彈的基礎，孕育了雄風文化，才有現在的雄三飛彈與遠距精準打擊能力
[
7
]
。
```

## 榮譽
- 1962年，教育部學術獎章。
- 1966年，中山學術著作獎。
- 1990年，中央研究院院士。
- 1995年，國立交通大學名譽博士。[10]
- 1997年，國立交通大學榮譽教授。
- 美國電機電子工程師學會學術論文獎2次。
- 2006年，系統學會終身成就獎。